# یالمار ملاندر
یالمار ملاندر (انگلیسی: Hjalmar Mellander؛ ۱۴ دسامبر ۱۸۸۰ – ۳ اکتبر ۱۹۱۹) ورزشکار پنج‌گانه اهل سوئد بود.
وی در مسابقات کشوری و بین‌المللی در مجموع برندهٔ ۱ مدال طلا شده‌است.